# 3%
«3 %» — бразильский телесериал в жанре триллер-антиутопия, созданный Педро Агилера, главные роли в котором сыграли Джоао Мигель и Бьянка Компарату. Первый сезон стал доступен для просмотра онлайн 25 ноября 2016 года.
4 декабря 2016 года телесериал был продлён на второй сезон, который был выпущен 27 апреля 2018 года. 4 июня 2018 года сериал был продлён на третий сезон, который был выпущен 7 июня 2019 года. 15 августа 2020 года вышел четвёртый сезон, который стал заключительным.

## Сюжет
Сюжет телесериала развивается в будущем, где мир, отображая резкое социальное неравенство, поделён на две части: прогресс и достаток на Прибрежье и разруха и нищета на Материке. Всем людям единожды даётся шанс на лучшую жизнь — попасть на Прибрежье — однако лишь трём процентам это удаётся.

## В ролях
- Жуан Мигел — Изекииль (сезоны 1—2)
- Бьянка Компарату — Мишель Сантана
- Мишель Гомес — Фернандо Карвало (сезоны 1—2)
- Родольфо Валенте — Рафаэль Морера
- Ванеса Оливьера — Джоана Коэло
- Рафаэль Лозаньо — Марко Альварес
- Вивиан Порто — Элин (сезон 1; гость сезон 2)
- Сэмюель де Ассис — Сайлас (сезон 2; гость сезон 4)
- Сития Сенек — Глория (сезоны 2—4)
- Лайла Гарин — Марсела Альварес (сезоны 2—4)
- Бруно Фагундес — Андре Сантана (сезоны 2—4)
- Таис Лаго — Элиза (сезоны 2—4)
- Аманда Магальяйнш — Наталья (сезон 4; периодически сезоны 2—3)
- Фернандо Рубра — Хавьер (сезон 4; периодически сезон 3)

## Разработка и производство
Создатель и сценарист сериала Педро Агилера основал шоу на пилотном эпизоде 2009 года. Netflix заказал первый сезон из восьми эпизодов. «3 %» является первым оригинальным телесериалом Netflix, произведённым в Бразилии и вторым — в Латинской Америке (после «Клуба Воронов»).
Сесар Чарлоне, номинант на премию «Оскар» за лучшую операторскую работу в фильме «Город Бога», стал режиссёром телесериала, наряду с Дианой Джианнечини, Дэни Либарди и Джотагой Крема. Тьяго Мелло взял на себя роль исполнительного продюсера.

## Эпизоды
| Сезон | Сезон | Эпизоды | Оригинальная дата показа |
| ----- | ----- | ------- | ------------------------ |
|       | 1     | 8       | 25 ноября 2016           |
|       | 2     | 10      | 27 апреля 2018           |
|       | 3     | 8       | 8 июня 2019              |
|       | 4     | 7       | 15 августа 2020          |

### Сезон 1 (2016)
| № общий | № в сезоне | Название                                   | Режиссёр                          | Автор сценария                                                | Дата премьеры  |
| --- | ---------- | ------------------------------------------ | --------------------------------- | ------------------------------------------------------------- | -------------- |
| 1 | 1          | «Глава 01: Кубики» «Chapter 01: Cubes»     | Сесар Чарлоне                     | Педро Агилера                                                 | 25 ноября 2016 |
| В мрачном недалеком будущем 20-летние молодые люди отправляются в испытательный центр, чтобы посоревноваться за место в идиллической части Земли, известной как Оффшор. |            |                                            |                                   |                                                               |                |
| 2 | 2          | «Глава 02: Монеты» «Chapter 02: Coins»     | Дайана Гианнечинни и Хотага Крема | Кассио Кошикумо и Денис Нельсон                               | 25 ноября 2016 |
| Медицинский экзамен Фернандо даёт потрясающий результат; логическая головоломка вызывает беспокойство у группы; Элин пытается выяснить, что скрывает Иезекииль.         |            |                                            |                                   |                                                               |                |
| 3 | 3          | «Глава 03: Коридор» «Chapter 03: Corridor» | Дэни Либарди                      | Айван Накамура и Денис Нельсон                                | 25 ноября 2016 |
| Тёмный туннель приводит к тому, что Джоану преследует видение из прошлого. К Иезекиилю приходит неожиданный гость.                                                      |            |                                            |                                   |                                                               |                |
| 4 | 4          | «Глава 04: Врата» «Chapter 04: Gateway»    | Хотага Крема                      | Кассио Кошикумо, Айван Накамура и Хотага Крема                | 25 ноября 2016 |
| Оставшиеся в общежитиях без еды или воды, кандидаты вместе ищут выход из положения. Внезапное изменение теста выявляет новую сторону Марко.                             |            |                                            |                                   |                                                               |                |
| 5 | 5          | «Глава 05: Вода» «Chapter 05: Water»       | Сесар Чарлоне                     | Педро Агилера                                                 | 25 ноября 2016 |
| К Иезекиилю болезненные воспоминания возвращаются, когда Элин раскрывает, что она знает, и предлагает сохранить тайну, но за определённую плату.                        |            |                                            |                                   |                                                               |                |
| 6 | 6          | «Глава 06: Стекло» «Chapter 06: Glass»     | Дайана Гианнечинни и Дэни Либарди | Кассио Кошикумо, Денис Нельсон, Айван Накамура и Хотага Крема | 25 ноября 2016 |
| После переезда в новые комнаты общежития кандидатом делается заманчивое предложение: продолжить Процесс или уйти и получить для своих семей большую сумму денег.        |            |                                            |                                   |                                                               |                |
| 7 | 7          | «Глава 07: Капсула» «Chapter 07: Capsule»  | Дайана Гианнечинни                | Кассио Кошикумо                                               | 25 ноября 2016 |
| Ночь праздника идёт не по плану, когда организаторы Процесса понимают, что среди них есть предатель, и начинают допрашивать кандидатов.                                 |            |                                            |                                   |                                                               |                |
| 8 | 8          | «Глава 08: Кнопка» «Chapter 08: Button»    | Сесар Чарлоне                     | Денис Нельсон и Педро Агилера                                 | 25 ноября 2016 |
| Утром Ритуала Очищения поразительные откровения и смещение лояльности оставляют судьбы четырех кандидатов, висящих на балансе.                                          |            |                                            |                                   |                                                               |                |

### Сезон 2 (2018)
| № общий | № в сезоне | Название                                    | Режиссёр           | Автор сценария                                 | Дата премьеры  |
| --- | ---------- | ------------------------------------------- | ------------------ | ---------------------------------------------- | -------------- |
| 9 | 1          | «Глава 01: Зеркало» «Chapter 01: Mirror»    | Филиппе Барсински  | Денис Нельсон и Педро Агилера                  | 27 апреля 2018 |
| Джоана пытается показать себя лидеру Цели, а Иезекииль ставит Марселе ультиматум.                                                                               |            |                                             |                    |                                                |                |
| 10 | 2          | «Глава 02: Тостер» «Chapter 02: Toaster»    | Дайана Гианнечинни | Айван Накамура                                 | 27 апреля 2018 |
| Рафаэль тренируется, чтобы стать солдатом Цели, а Фернандо неохотно становится наставником будущих кандидатов.                                                  |            |                                             |                    |                                                |                |
| 11 | 3          | «Глава 03: Статика» «Chapter 03: Static»    | Дайана Гианнечинни | Андре Сиранжело                                | 27 апреля 2018 |
| Отчаявшись защитить Глорию, Фернандо понимает, что есть еще один способ остановить процесс. Мишель и Рафаэль отдельно пытаются связаться с Целью.               |            |                                             |                    |                                                |                |
| 12 | 4          | «Глава 04: Салфетка» «Chapter 04: Napkin»   | Филиппе Барсински  | Андре Сиранжело                                | 27 апреля 2018 |
| Айван и Джоана подвергают своих пленников изнурительным допросам, чтобы выяснить, кто говорит правду.                                                           |            |                                             |                    |                                                |                |
| 13 | 5          | «Глава 05: Лампа» «Chapter 05: Lamp»        | Филиппе Барсински  | Айван Накамура, Джулиана Рохас и Педро Агилера | 27 апреля 2018 |
| Мишель и другие открывают в Иезекииле ещё одну сторону, поскольку он рассказывает о своей жизни от Процесса №80 до настоящего времени.                          |            |                                             |                    |                                                |                |
| 14 | 6          | «Глава 06: Бутылки» «Chapter 06: Bottles»   | Дэни Либарди       | Джулерме Фрейтас                               | 27 апреля 2018 |
| Когда охота на членов Цели достигает апогея, Глория борется с вопиющими сомнениями, Мишель и Джоана ищут бомбу, и Фернандо делает вызывающий ход.               |            |                                             |                    |                                                |                |
| 15 | 7          | «Глава 07: Туман» «Chapter 07: Fog»         | Хотага Крема       | Теодоро Поппович                               | 27 апреля 2018 |
| Фернандо находит маловероятного нового союзника. Мишель подвергается таинственной процедуре. Кризис оставляет Рафаэля разрывающимся между Элизой и его миссией. |            |                                             |                    |                                                |                |
| 16 | 8          | «Глава 08: Жабы» «Chapter 08: Frogs»        | Дэни Либарди       | Денис Нельсон                                  | 27 апреля 2018 |
| Джоана оказывается во власти человека из своего прошлого, в Марсела получает неожиданное приглашение.                                                           |            |                                             |                    |                                                |                |
| 17 | 9          | «Глава 09: Ожерелье» «Chapter 09: Necklace» | Хотага Крема       | Джулиана Рохас                                 | 27 апреля 2018 |
| В то время как Рафаэль, Фернандо и Джоана приступают к исполнению своего плана, Мишель обнаруживает шокирующую тайну о прошлом Оффшора.                         |            |                                             |                    |                                                |                |
| 18 | 10         | «Глава 10: Кровь» «Chapter 10: Blood»       | Филиппе Барсински  | Джулерме Фрейтас                               | 27 апреля 2018 |
| Последние неудачи заставляют Фернандо и Джоану импровизировать. Когда в день Процесса всё идёт не так, Мишель придумывает собственный план.                     |            |                                             |                    |                                                |                |

## Отзывы критиков
На сайте-агрегаторе Rotten Tomatoes сериал получил 71 % «свежести», что основано на 7 отзывах со средним баллом 5/10. Лиз Шеннон Миллер в своём обзоре для сайта IndieWire дала первому сезону оценку B+, сказав, что сериал оставил её «удивленной и впечатлённой». Калум Хендерсон из журнала The New Zealand Herald сказал в своем обзоре, что «персонажи — это самая сильная сторона шоу и оно [шоу] умело вводит шесть главных героев во время Процесса в первом эпизоде».